# Parydra acuta
Parydra acuta är en tvåvingeart som beskrevs av Clausen och Cook 1971. Parydra acuta ingår i släktet Parydra och familjen vattenflugor.
Artens utbredningsområde är Washington. Inga underarter finns listade i Catalogue of Life.